# 小池文美
小池 文美（こいけ ふみ、10月18日 - ）は、関東地方を拠点に活動している日本のフリーアナウンサー。

## 来歴
東京都生まれの広島県育ち。
2000年に川村学園女子大学教育学部社会教育学科を卒業し、フリーアナウンサーとしての活動を開始する。
2008年8月31日、ケーブルテレビでの仕事を通じて知り合った男性と結婚した。結婚とともに姓を改めたが、仕事上では引き続き旧姓で活動している。
タレントユニオンに所属していた当時は、同社からの派遣でテレビ埼玉 (TVS) の契約アナウンサーを務めていた。2011年からはJ-WAVEニュースルームの契約アナウンサーを務めている。

## 出演

### テレビ番組
- 朝日ニュース（朝日ニュースター） - キャスター
- ビジネスギャラリー（朝日ニュースター） - MA
- 政治学原論[5]（朝日ニュースター） - アシスタント
- 猪瀬直樹 月刊ニュースの深層（朝日ニュースター） - アシスタント
- 愛川欽也 パックインジャーナル（朝日ニュースター） - アシスタント
- ワンセグニュース（朝日ニュースター） - キャスター
- ええじゃないか。（三重テレビ） - リポーター
- HAMA大国（テレビ神奈川） - リポーター
- 千葉ロッテマリーンズインフォメーション（チバテレビ） - リポーター
- マリーンズナイター（チバテレビ） - ベンチリポーター
- 高校野球ダイジェスト（チバテレビ、2000年 - 2001年） - アシスタント
- 埼玉ナビゲーション（テレビ埼玉） - リポーター
- ダンスは一番（テレビ埼玉） - MC
- テレ玉NEWS&WEATHER（テレビ埼玉、2007年 - 2014年） - キャスター
- ひるたま（テレビ埼玉、2008年） - キャスター
- デイリーニュース（コアラテレビ） - キャスター
- おしえて耳より情報（コアラテレビ） - リポーター
- ドライブの達人（コアラテレビ） - リポーター
- あの店この店（コアラテレビ） - リポーター
- としま情報ウェ〜ブ（としまテレビ） - キャスター
- タウン+ GO! GO! まちかど探検隊（タウンテレビ習志野） - リポーター
- しのなら（タウンテレビ習志野） - リポーター
- EMN情報館（さくらケーブルテレビ） - リポーター
- パステルタイム（J:COM湘南） - リポーター
- 四季食彩（J:COMすみだ） - リポーター
- 地域みっちゃく！YCV（横浜ケーブルビジョン） - キャスター
- NHKカジュアルクラシックコンサート（横浜ケーブルビジョン） - MC

### ラジオ番組
- RENDEZ-VOUS（J-WAVE） - 番組内インフォマーシャル（生CM）担当
- ヘッドラインニュース（J-WAVE） - キャスター
- Jam the WORLD（J-WAVE） - 「LOHAS TALK」オープニング・エンディングナレーション担当

### ネット配信番組
- マジ仕事TV 渡邉美樹の仕事魂（EZチャンネル）

### ウェブサイト
- NIKKEI NET 日経住宅サーチ（日本経済新聞社） - 「BB REPORT」リポーター